# Parc central de la culture et des loisirs
Pour les articles homonymes, voir Parc Central.
Le Parc central de la culture et des loisirs (russe : отдыха de Центральный, kazakh : парк de Орталық) ou parc Gorki (russe : Центральный парк культуры и отдыха им. М. Горького) est un parc dans la ville d'Almaty au Kazakhstan.

## Description
Le parc a été créé en 1856.
Le parc abritait plus de 2000 espèces de plantes.
Les principales espèces d'arbres étaient l'orme, le chêne, le Peuplier tremble, l'érable, le pin, l'épinette, le peuplier, le bouleau.
Le parc de loisirs est aussi équipé de manèges, d'un train pour les enfants, d'un parc aquatique, d'étangs artificiels et d'un complexe sportif (stade "Spartak", une piste cyclable) et d'autres lieux de divertissement. Le parc possède aussi un parc zoologique ,plusieurs monuments sont présents dans le parc ,datant surtout de l'époque communiste (monument à Lénine).
En 1997, le parc de loisirs est privatisé et une grande partie est vendue pour faire des parkings. 
Le parc a ainsi perdu de son cachet d'origine.
En 1983, le parc avait une superficie de 100 hectares, en 2013, le parc n'a plus que 42 hectares.
Le 15 août 2013, on a commencé à abattre des arbres et à en couper plus de 2000 unités.
De nombreuses voix déplorent la destruction de ce parc.

## Galerie

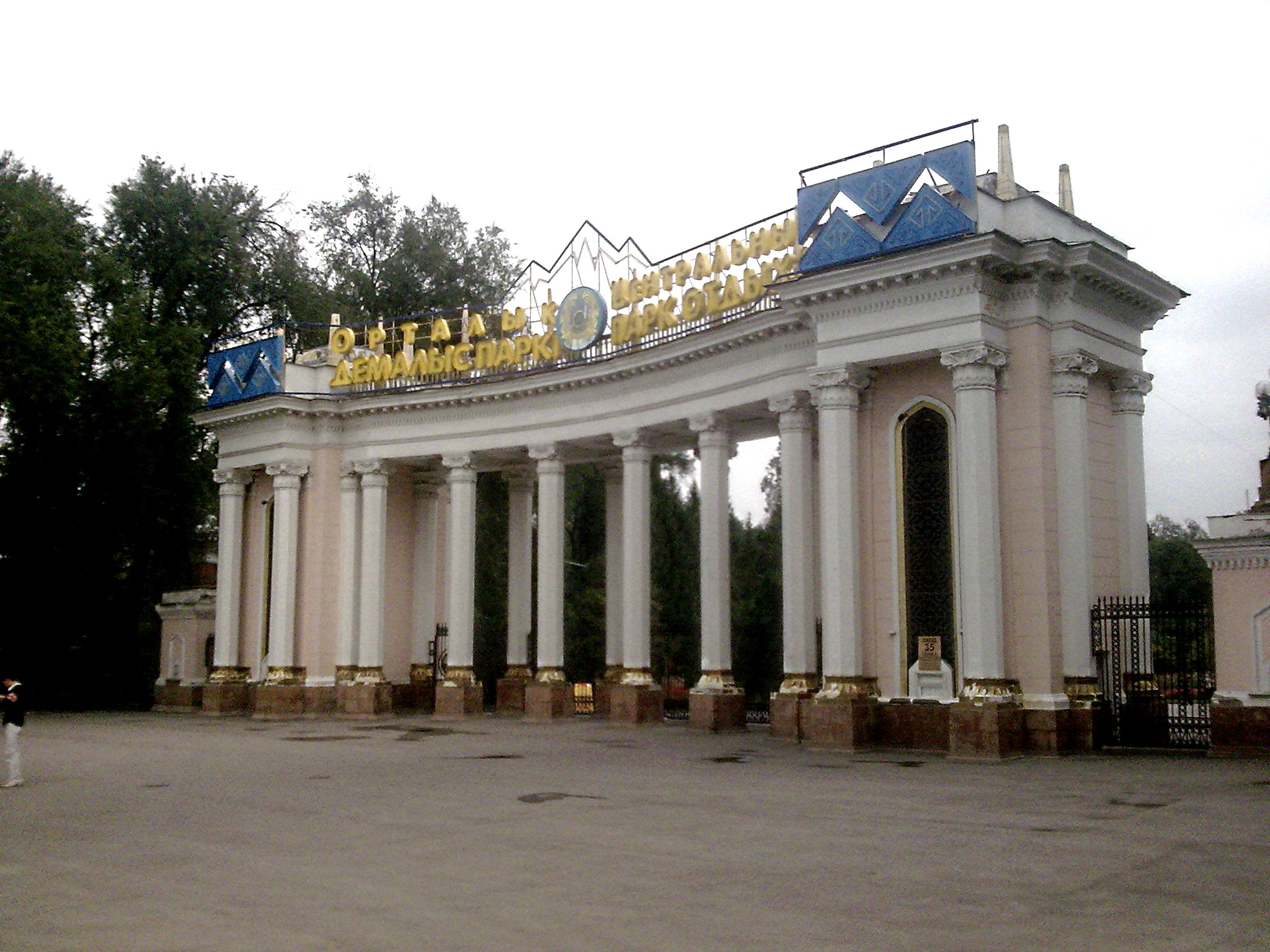
L'entrée principale.
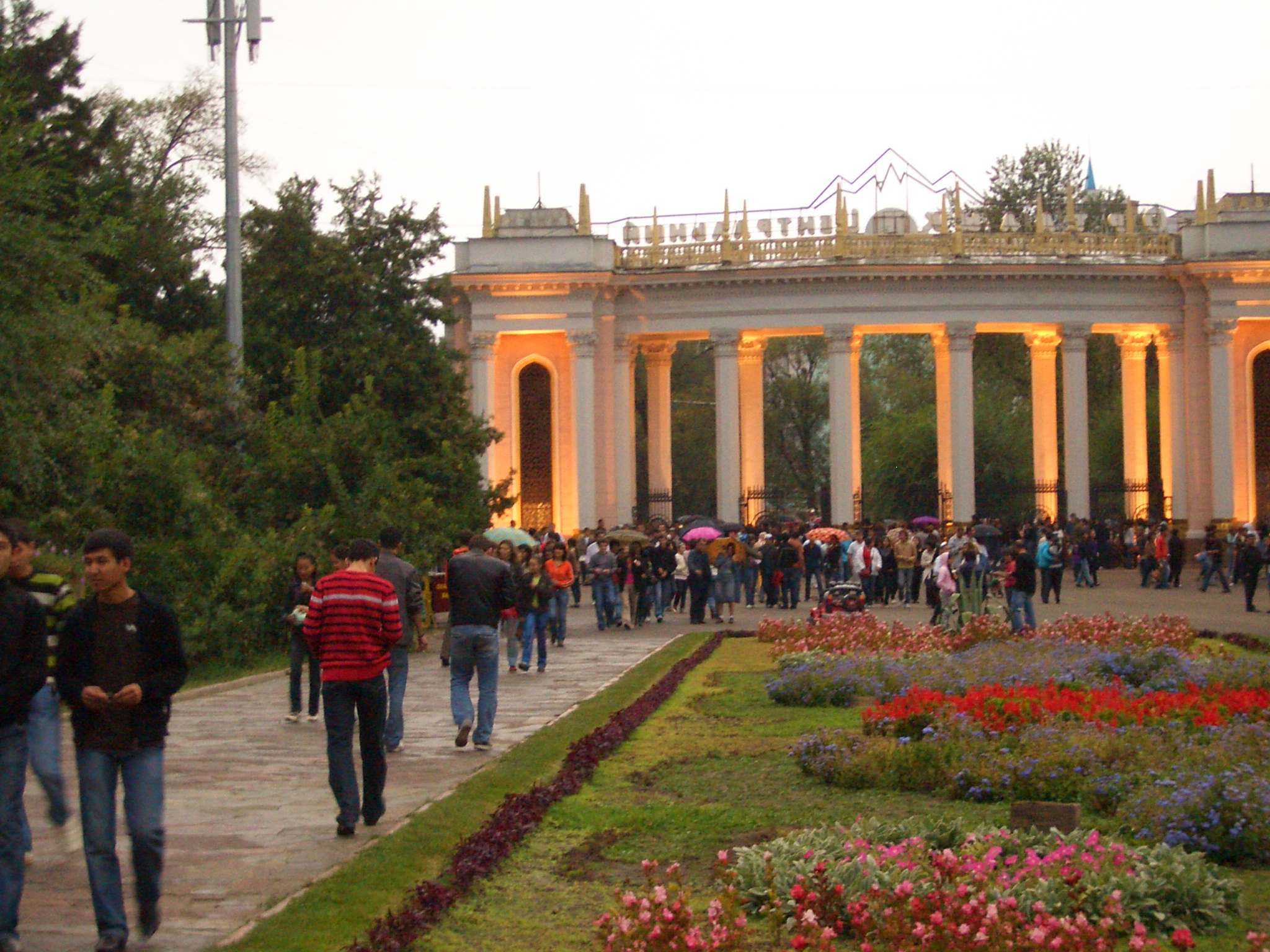
Public arrivant pour un concert dans le parc.
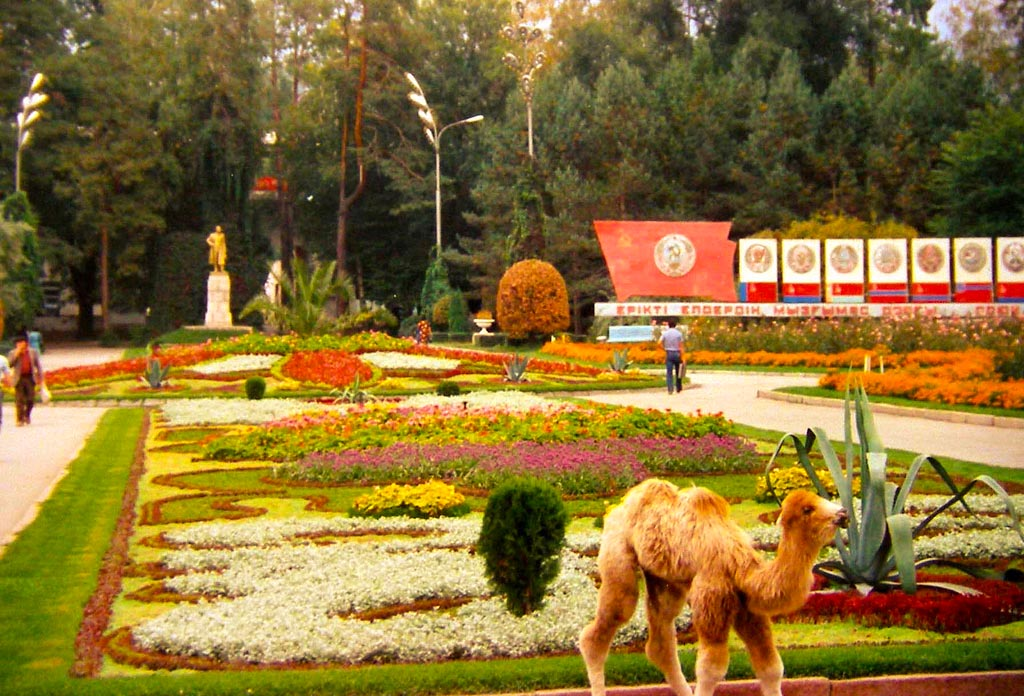
Le parc (1988)
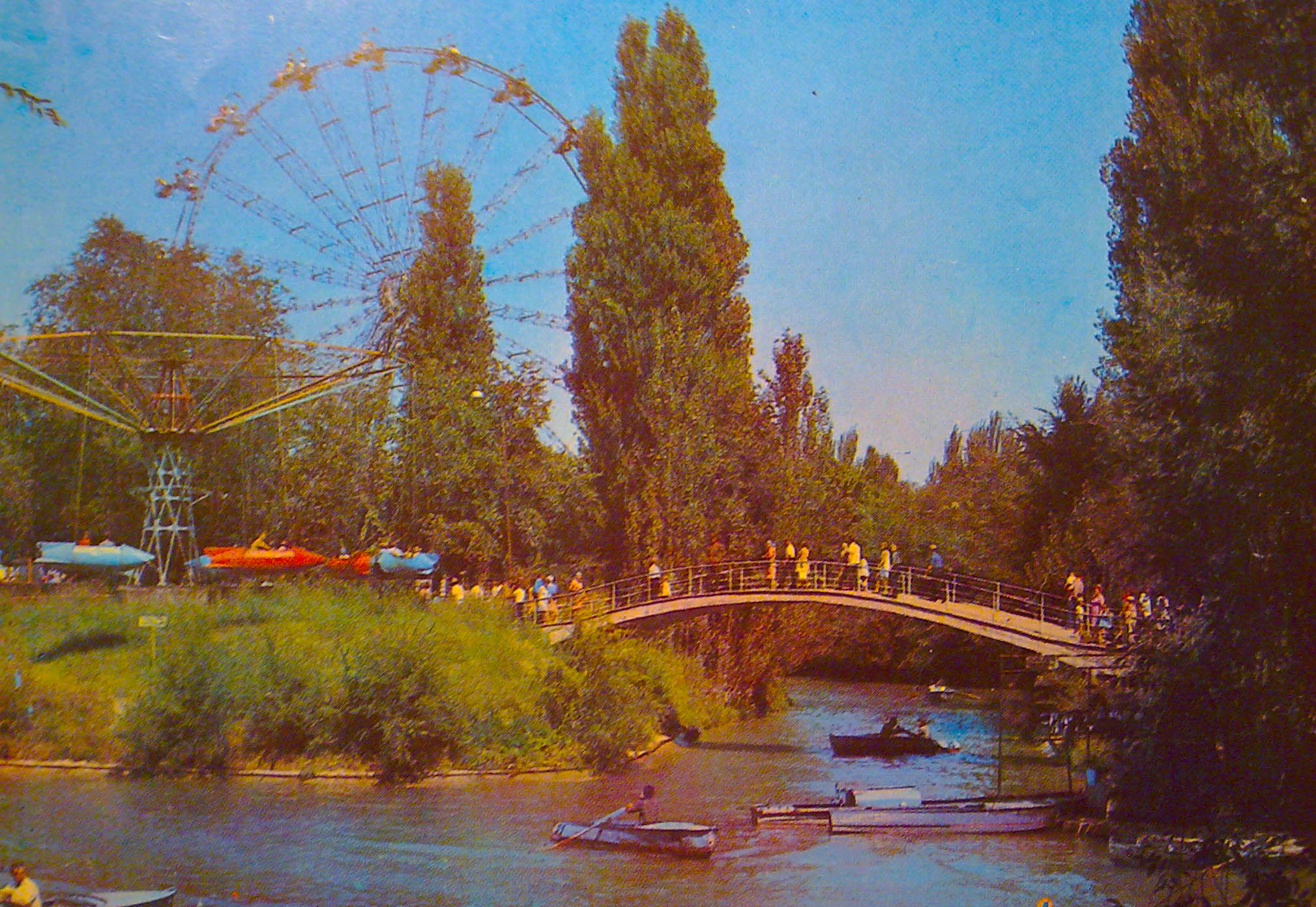
Le parc (1980)
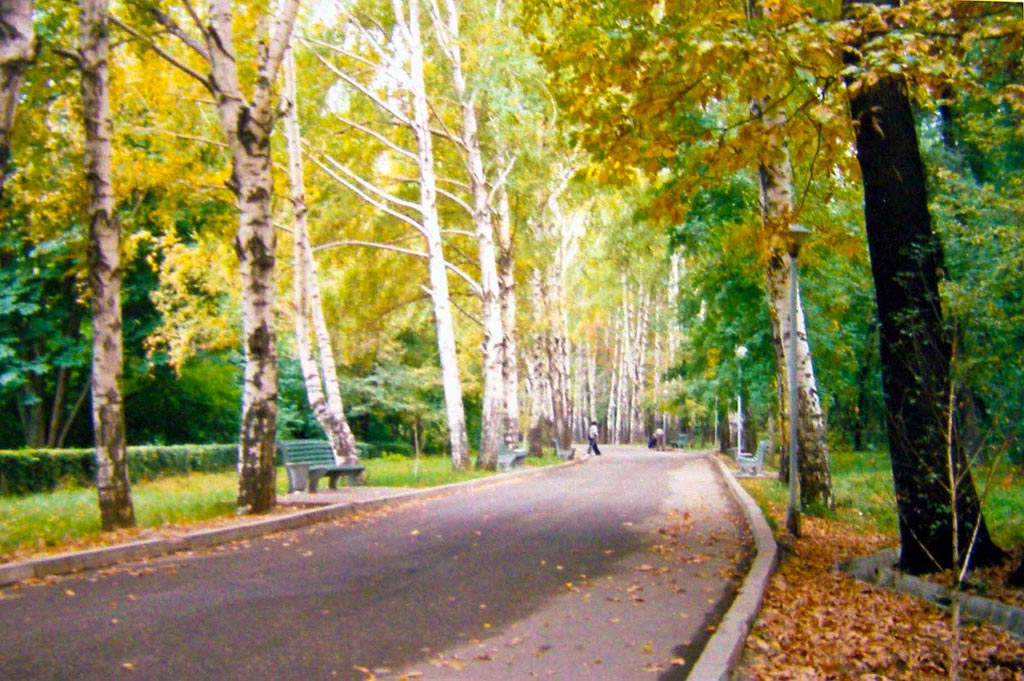
Le parc (1988)
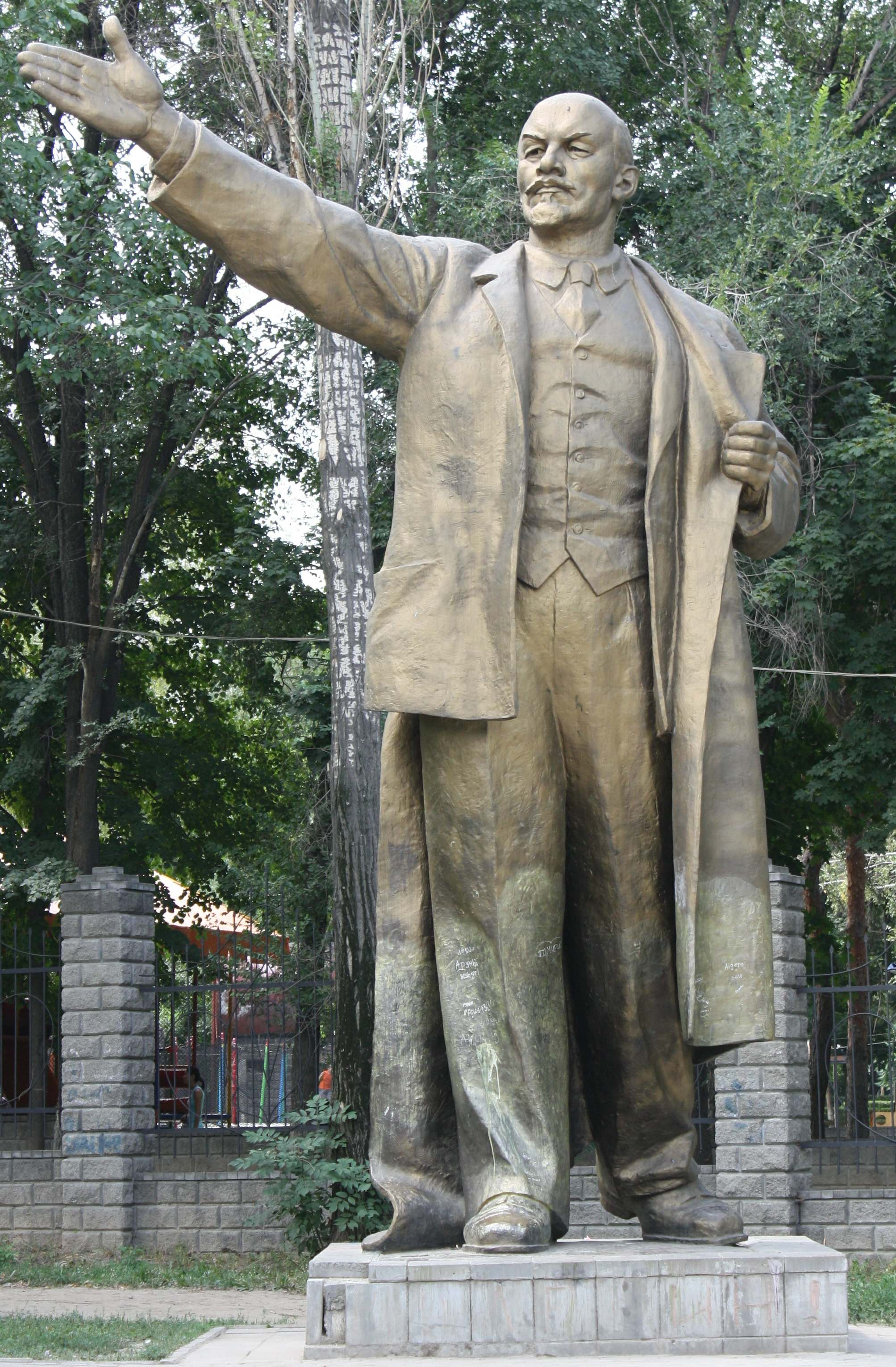
monument dédié à Lénine